# Космос-2180
Космос-2180 је један од преко 2400 совјетских вјештачких сателита лансираних у оквиру програма Космос.
Космос-2180 је лансиран са космодрома Плесецк, Русија, 17. фебруара 1992. Ракета-носач Космос је поставила сателит у орбиту око планете Земље. Маса сателита при лансирању је износила 825 килограма. Космос-2180 је био војни навигациони сателит.